# Carlota Ciganda
Carlota Ciganda, née le 1er juin 1990 à Pampelune en Espagne, est une golfeuse espagnole.

## Biographie
Native de Navarre, Carlota Ciganda est la nièce de José Ángel Ziganda. S'initiant au golf à l'âge de cinq ans, elle remporte plusieurs titres de championne d'Espagne dans les catégories de jeunes et le British Ladies Amateur en 2007. Après avoir effectué des études supérieures à l'université d'État de l'Arizona, elle passe professionnelle en 2011,.
Débutant sur le Ladies European Tour en 2012, elle remporte cette année-là deux victoires sur ce circuit, le Deloitte Ladies Open
aux Pays-Bas et le Suzhou Taihu Ladies Open en Chine, ce qui lui permet de se classer en tête de l'Ordre du mérite et est la première rookie à remporter ce classement depuis Laura Davies en 1985,.
Sur le LPGA Tour, Carlota Ciganda remporte deux tournois en un mois en 2016, le Hana Bank Championship et le Lorena Ochoa Invitational ainsi que le Meijer LPGA Classic en 2025. Cette troisième victoire fait d'elle l'Espagnole la plus titrée sur le circuit américain, conjointement avec Beatriz Recari. Ciganda gagne également sur le circuit européen l'Open d'Espagne en 2021 et 2024,.
Son classement mondial lui permet de participer aux Jeux olympiques en 2016, 2020 et 2024.

## Palmarès

### LPGA Tour
- 2016 : Hana Bank Championship
- 2016 : Lorena Ochoa Invitational
- 2025 : Meijer LPGA Classic

### Ladies European Tour
- 2012 : Deloitte Ladies Open
- 2012 : Suzhou Taihu Ladies Open
- 2013 : Ladies German Open
- 2019 : Mediterranean Ladies Open
- 2021 : Open d'Espagne
- 2022 : Mediterranean Ladies Open
- 2023 : Aramco Team Series
- 2024 : Open d'Espagne

### LET Access Series
- 2011 : Murcia Ladies Open